# Ryan Klapp
Ryan Klapp (10 januari 1993) is een Luxemburgs voetballer die sinds 2019 uitkomt voor F91 Dudelange. Klapp is een rechterflankaanvaller.

## Carrière
Klapp begon zijn professionele carrière bij Racing FC Union Luxemburg. Na één seizoen plukte landskampioen CS Fola Esch hem daar weg. Klapp werd een vaste waarde bij Fola Esch, waarmee hij in 2015 zelf landskampioen werd. Na zes seizoenen, waarin hij 137 officiële wedstrijden speelde voor de club, maakte hij in 2019 de overstap naar landskampioen F91 Dudelange.

## Clubstatistieken
| Seizoen         | Club            | Land               | Competitie        | Competitie | Competitie | Beker | Beker | Supercup | Supercup | Europees | Europees | Totaal | Totaal |
| Seizoen         | Club            | Land               | Competitie        | Wed.       | Dlp.       | Wed.  | Dlp.  | Wed.     | Dlp.     | Wed.     | Dlp.     | Wed.   | Dlp.   |
| --------------- | --------------- | ------------------ | ----------------- | ---------- | ---------- | ----- | ----- | -------- | -------- | -------- | -------- | ------ | ------ |
| 2012/13         | RFCU Luxemburg  | Vlag van Luxemburg | Nationaldivisioun | 25         | 6          | 0     | 0     | —        | —        | —        | —        | 25     | 6      |
| 2013/14         | CS Fola Esch    | Vlag van Luxemburg | Nationaldivisioun | 14         | 0          | 1     | 0     | —        | —        | 0        | 0        | 15     | 0      |
| 2014/15         | CS Fola Esch    | Vlag van Luxemburg | Nationaldivisioun | 17         | 0          | 3     | 0     | —        | —        | 1        | 0        | 21     | 0      |
| 2015/16         | CS Fola Esch    | Vlag van Luxemburg | Nationaldivisioun | 20         | 6          | 3     | 0     | —        | —        | 1        | 0        | 24     | 6      |
| 2016/17         | CS Fola Esch    | Vlag van Luxemburg | Nationaldivisioun | 26         | 3          | 4     | 0     | —        | —        | 1        | 0        | 31     | 3      |
| 2017/18         | CS Fola Esch    | Vlag van Luxemburg | Nationaldivisioun | 17         | 11         | 1     | 0     | —        | —        | 3        | 0        | 21     | 11     |
| 2018/19         | CS Fola Esch    | Vlag van Luxemburg | Nationaldivisioun | 21         | 6          | 1     | 0     | —        | —        | 3        | 0        | 25     | 6      |
| 2019/20         | F91 Dudelange   | Vlag van Luxemburg | Nationaldivisioun | 15         | 2          | 1     | 1     | 1        | 0        | 8        | 0        | 25     | 3      |
| Carrière totaal | Carrière totaal | Carrière totaal    | Carrière totaal   | 155        | 34         | 14    | 1     | 1        | 0        | 17       | 0        | 187    | 35     |

 Bijgewerkt op 19 juni 2019.

## Erelijst
| Landskampioen Luxemburg | 1x | 2014/15 |